# 劉志偉 (越南歌手)
劉志偉（1983年12月2日—），越南男歌手，AXN樂隊前成員。出生於越南社會主義共和國永隆省三平縣。在分別發行了一張CD和一張VCD專輯後，與AXN樂隊分道揚鑣。劉志偉單獨發行的專輯有9張。其代表作品有《分手》（越南语：／）等。

## 外部連結
- YouTube上的分手